# Uranofana
La uranofana, o uranòtil, és un mineral que pertany al grup dels silicats (nesosilicats). És dimorf de la uranofana-β. Amb la uranofana-β, la boltwoodita i natroboltwoodita forma part del grup de la uranofana. Fins al mes de setembre de 2022 s'anomenava uranofana-α, canviant el nom a l'actual degut a les noves directrius aprovades per la CNMNC per a la nomenclatura de polimorfs i polisomes.
Segons la classificació de Nickel-Strunz, la uranofana pertany a «09.AK: Estructures de nesosilicats (tetraedres aïllats), uranil nesosilicats i polisilicats» juntament amb els següents minerals: soddyita, cuprosklodowskita, oursinita, sklodowskita, boltwoodita, kasolita, natroboltwoodita, uranofana-β, swamboïta, haiweeïta, metahaiweeïta, ranquilita, weeksita, coutinhoïta, ursilita, magnioursilita, calcioursilita i uranosilita.
Als territoris de parla catalana tan sols ha estat descrita a la mina Eureka (La Torre de Cabdella, Pallars Jussà).